# Andrzej Juskowiak
Andrzej Mieczysław Juskowiak (Gostyń, 3 novembre 1970) è un ex calciatore polacco, di ruolo attaccante.

## Carriera

### Club
Nella sua carriera professionistica, cominciata nel 1987, all'età di 17 anni, Juskowiak ha vestito le maglie di numerosi club europei, più una parentesi in MLS, ai MetroStars. La squadra in cui ha lasciato maggiormente il segno è sicuramente il Wolfsburg, avendo segnato 39 reti in 108 gare di Bundesliga. L'ultimo team in cui ha giocato prima di ritirarsi è stato invece l'Erzgebirge Aue, attualmente in 2. Bundesliga.

### Nazionale
Ha vestito per 39 volte la maglia della Nazionale polacca, segnando 13 reti.
Con la Nazionale polacca Under-23 prese parte alle Olimpiadi di Barcellona 1992, nelle quali la Polonia vinse la medaglia d'argento. In quell'occasione fu lui a trascinare la squadra, realizzando 7 reti e affermandosi come capocannoniere del torneo.
Da ricordare la rete segnata all'Italia nel girone olimpico di qualificazione.(cross dalla sinistra ed intervento in spaccata al volo)

## Palmarès

### Club
- Campionato polacco: 2

Lech Poznan: 1989-1990, 1991-1992
- Coppa di Portogallo: 1

Sporting Lisbona: 1994-1995

### Nazionale
- Argento olimpico: 1

Barcellona 1992

### Individuale
- Capocannoniere del campionato polacco: 1

1988-1990 (18 gol)
- Capocannoniere dei Giochi olimpici: 1

Barcellona 1992 (7 gol)